# Tomáš Čermák
Tomáš Čermák (* 8. Februar 1943 in Ostrava) ist ein tschechischer Ingenieurwissenschaftler an der Technischen Universität Ostrava.

## Leben
Tomáš Čermák studierte 1959 bis 1964 Elektrotechnik an der Technischen Universität Brünn. Nach seinem Abschluss war er als Elektroingenieur bei den Klement-Gottwald-Eisenwerken in Vítkovice beschäftigt. Von 1968 bis 1981 war er Wissenschaftlicher Mitarbeiter an der Fakultät für Elektrotechnik an der Technischen Universität Ostrava; an der TU Brünn wurde er 1974 promoviert. 1981 wurde er Assistenzprofessor für Elektroingenieurwesen an der TU Ostrava. Von 1977 bis 1985 war Čermák stv. Studiengangsleiter an der Abteilung für Elektromaschinen- und antriebe; von 1985 bis 1990 deren Studiengangsleiter sowie stv. Dekan.
1991 wurde er zum ordentlichen Universitätsprofessor ernannt. Von 1990 bis 1997 war er Rektor der Technischen Universität Ostrava, von 1997 bis 2003 war er deren Vizerektor für Forschung und Entwicklung sowie Internationales. Von 2003 bis 2010 war Tomáš Čermák wieder Rektor der TU Ostrava. Ihm folgte im Februar 2010 Ivo Vondrák.

## Wirken
Čermák war und ist in zahlreichen nationalen und internationalen Gremien engagiert, wie Vizepräsident der tschechischen Universitätskonferenz, Mitglied der Generalversammlung der Akademie der Wissenschaften der Tschechischen Republik (AV ČR) und Gründungsmitglied der Czech Engineering Academy (IAČR) wie auch im International Centre for Eyecare Education (ICEE). Zudem ist er in Beraterfunktionen im tschechischen Ministerium für Bildung, Jugend und Sport sowie dem Wirtschafts- und Industrieministerium.
Er ist Aufsichtsratsmitglied bei Vesuvius (ehemals Hinckley) Slavia Group und Ozobel
Čermák hat neun Fachbücher sowie zahlreiche wissenschaftliche Arbeiten und Veröffentlichungen publiziert.